# Lakkikuppe, Krishnarajanagara
Lakkikuppe là một làng thuộc tehsil Krishnarajanagara, huyện Mysore, bang Karnataka, Ấn Độ.